# 기독교민주인민당 (헝가리)
기독교민주인민당(헝가리어: Kereszténydemokrata Néppárt 케레즈테니 데모크라타 네프파르트[*])은 헝가리의 기독교민주주의 정당이다.
1944년 4월 13일에 통일기독당에 소속되어 있던 로마 가톨릭교회 정치인, 지식인, 성직자들에 의해 설립되었지만 제2차 세계 대전의 종전 이후에 헝가리에 공산주의 정권이 수립되면서 활동이 금지되었다. 1949년 1월에 해산되면서 일부 당원들은 구속되거나 해외로 피신했다. 하지만 1989년에 헝가리에 민주주의 정권이 수립되면서 다시 설립되었다.
보수주의 노선을 표방하며 동성결혼, 낙태, 이민에 반대 입장을 표명한다. 2010년부터는 오르반 빅토르가 이끌던 정당인 피데스와 함께 연립정부를 구성했다.